# Elymnias vertenteni
Elymnias vertenteni är en fjärilsart som beskrevs av Gustaaf Hulstaert 1925. Elymnias vertenteni ingår i släktet Elymnias och familjen praktfjärilar. Inga underarter finns listade i Catalogue of Life.